# Daechon-dong
Daechon-dong (koreanska: 대촌동) är en stadsdel i staden Gwangju i den sydvästra delen av Sydkorea, 270 km söder om huvudstaden Seoul. Den ligger i stadsdistriktet Nam-gu.